# مطموط جميل
المطموط الجميل (الاسم العلمي: Eumomota) هو جنس وحيد النوع من الطيور يتبع الفصيلة المطموطية من رتبة الشقراقيات.

## أنواع
يضم هذا الجنس من الطيور جنساً وحيداً هو:
- مطموط فيروزي الحواجب (الاسم العلمي:Eumomota superciliosa)